# World Cup i bandy för damer 2008
World Cup i bandy för damer 2008 spelades i Edsbyn Arena i Edsbyn i Sverige mellan den 24 och 26 oktober 2008 och vanns av AIK, Sverige, som i finalen besegrade Record Irkutsk, Ryssland, med 4-3 efter sudden death.

## Gruppspel

### World Cup Women A
Not: S = Spelade matcher, V = Vinster, O = Oavgjorda matcher, F = Förluster, GM = Gjorda mål, IM = Insläppta mål, MSK = Målskillnad, P = Poäng

#### Fredag24 oktober
- kl 11:30 Arktika - Sandviken 0 - 7
- kl 14:30 AIK - Tranås 5 - 1
- kl 17:30 Edsbyn - Botnia 4 - 2

#### Lördag25 oktober
- kl 07:00 Sandviken - AIK 0 - 2
- kl 10:00 Edsbyn - Tranås 1 - 2
- kl 13:00 Arktika - Botnia 5 - 2
- kl 17:30 AIK - Botnia 5 - 0
- kl 19:00 Edsbyn - Sandviken 0 - 6
- kl 23:30 Arktika - Tranås 2 - 0

### World Cup Women B
Not: S = Spelade matcher, V = Vinster, O = Oavgjorda matcher, F = Förluster, GM = Gjorda mål, IM = Insläppta mål, MSK = Målskillnad, P = Poäng

#### Fredag24 oktober
- kl 13:00 Record - Nässjö 2 - 1
- kl 16:00 Kareby - Västerstrand 2 - 4
- kl 21:30 Nordre - Veiterä 3 - 8

#### Lördag25 oktober
- kl 08:30 Nässjö - Västerstrand 1 - 3
- kl 11:30 Record - Kareby 7 - 3
- kl 14:30 Veiterä - Nässjö 1 - 5
- kl 16:00 Nordre - Västerstrand 0 - 10
- kl 20:30 Veiterä - Kareby 1 - 7
- kl 22:00 Nordre - Record 0 - 12

## Placeringsmatcher

### Söndag26 oktober
- Plats 11-12 kl 07:00 Botnia - Nordre 7 - 6
- Plats 9-10 kl 08:30 Edsbyn - Veiterä 3 - 2
- Plats 7-8 kl 13:00 Tranås - Kareby 1 - 4
- Plats 5-6 kl 14:30 Arktika - Nässjö 1 - 5

## Slutspelet

### Söndag26 oktober
- Semifinal 1 kl 10:00 AIK - Västerstrand 2 - 1
- Semifinal 2 kl 11:30 Sandviken - Record 4 - 5

- Bronsmatch kl 18:15 Sandviken - Västerstrand 2 - 3

- Final kl 19:40 AIK - Record 4 - 3 efter förlängning